# Austrochorema crassum
Austrochorema crassum là một loài Trichoptera trong họ Hydrobiosidae. Chúng phân bố ở miền Australasia.